# Tim Steens
Timotheus Bernardus „Tim” Steens (ur. 13 grudnia 1955 w Rotterdamie) – holenderskI hokeista na trawie. Brązowy medalista olimpijski z Seulu.
W reprezentacji Holandii zagrał 170 razy (12 goli) w latach 1975–1988. Zawody w 1988 były jego drugimi igrzyskami olimpijskimi, wcześniej brał udział w IO 76 (czwarte miejsce). Brał udział w rozgrywkach Champions Trophy. W 1978 został wicemistrzem świata. W 1983 został mistrzem Europy, w 1978 zdobył srebro na tej imprezie.
Jego brat Ron także był hokeistą na trawie i olimpijczykiem.